# Bobby Allison
Robert Arthur Allison, más conocido como Bobby Allison (Miami, 3 de diciembre de 1937-Mooresville, 9 de noviembre de 2024),  fue un piloto de automovilismo de velocidad especializado en stock cars o automóviles de serie. En sus más de dos décadas en la Copa NASCAR, Allison corrió para todos los grupos automotores estadounidenses, incluyendo las marcas AMC, Buick, Chevrolet, Dodge, Ford y Mercury.

## Biografía
Luego de criarse en el sur de la Florida, Allison se mudó a Hueytown (Alabama) para competir en óvalos de tierra. Allí formó la "banda de Alabama" junto a su hermano Donnie Allison y su amigo Red Farmer.
Es el cuarto piloto con más triunfos en la Copa NASCAR con 85 y el octavo con más triunfos en la era moderna. Entre ellas se cuentan tres victorias en las 500 Millas de Daytona (1978, 1982 y 1988). También ganó las demás carreras clásicas: las 500 Millas de Alabama en tres ocasiones (1979, 1981 y 1986), las 600 Millas de Charlotte de 1971, 1981 y 1984, y las 500 Millas Sureñas de Darlington de 1975.

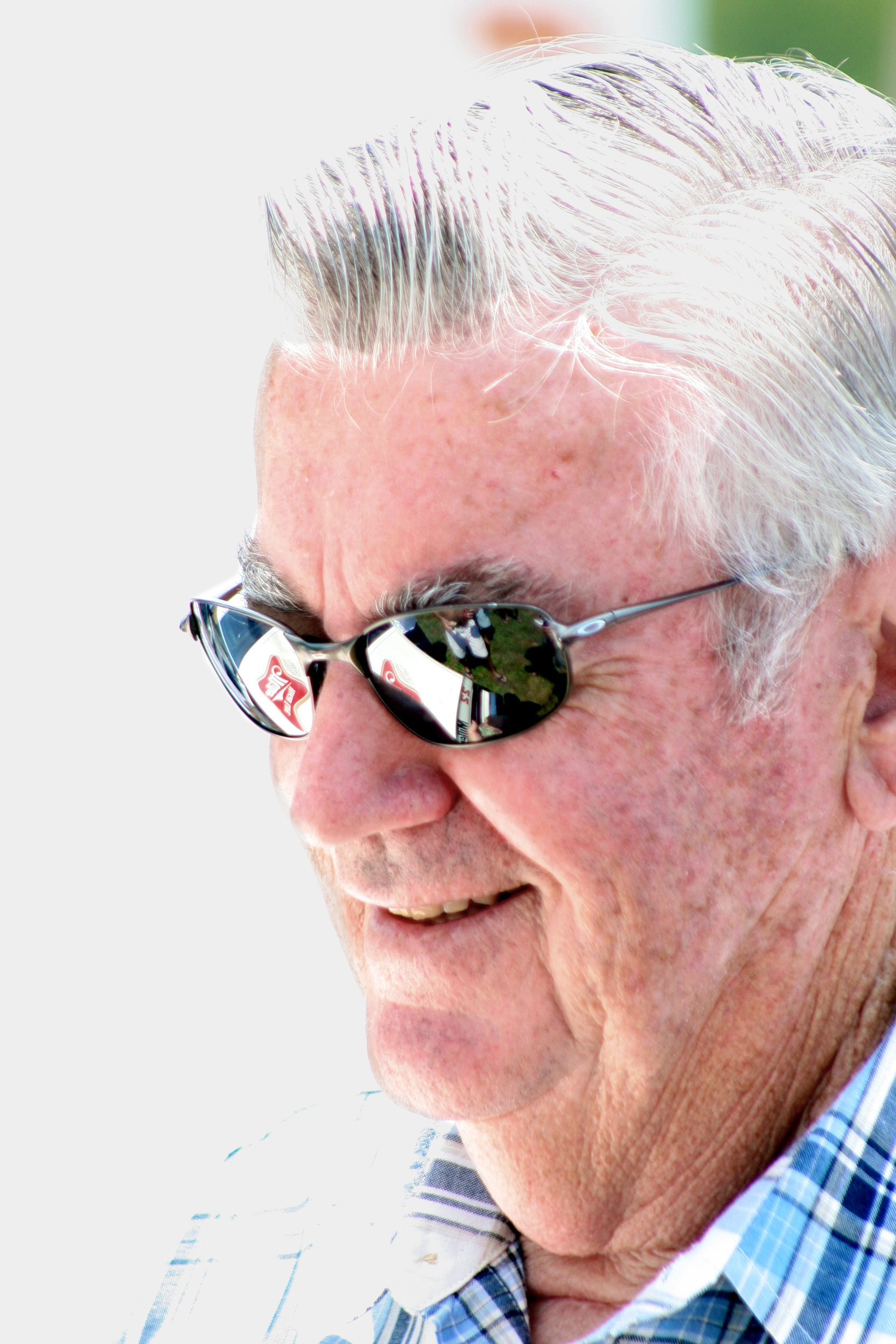
Bobby Allison fotografiado en 2007

Sin embargo, obtuvo un solo campeonato, en 1983. Fue subcampeón cinco veces (1970, 1972, 1978, 1981 y 1982), tercero en 1979, cuarto en 1971, 1974 y 1976, y sexto en 1980 y 1984.
En la carrera de Pocono de junio de 1988, Allison sufrió un choque fuerte, siendo embestido por un rival, que impactó a alta velocidad en el lateral izquierdo del bólido de Bobby, lo que le provocó una grave lesión en la cabeza, tras lo cual se retiró como piloto.
Allison disputó la International Race of Champions de 1974, 1975, 1976, 1979 y 1980. Ganó cuatro de 17 carreras disputadas; asimismo fue campeón en 1980 y cuarto en 1974, 1976 y 1979. Asimismo, disputó las 500 Millas de Indianápolis de 1973 y 1975, más otras cuatro carreras del Campeonato Nacional del USAC de 1975; su mejor resultado fue un sexto en la serie clasificatoria de las 500 Millas de Ontario.
Sus hijos Clifford Allison y Davey Allison también fueron pilotos de NASCAR, falleciendo ambos en 1992 y 1993 a la temprana edad de 27 y 32 años respectivamente. Davey fue víctima de un accidente de helicóptero, y Clifford sufrió un accidente de carrera en el cual se fracturó la base del cráneo.